# Spalding (Wielka Brytania)
Spalding – miasto w Anglii, w hrabstwie Lincolnshire, w dystrykcie South Holland. Leży 56 km na południowy wschód od Lincoln i 142 km na północ od Londynu.
Miasto liczy 30 000 mieszkańców.